# Hauts-de-Seine
Hauts-de-Seine (oznaka 92) je francoski departma, del zahodnega predmestja Pariza, imenovan po reki Seni, ki teče skozenj. Nahaja se v osrednjem delu regije Île-de-France.

## Zgodovina
Departma je bil ustanovljen 1. januarja 1968 iz zahodnega dela nekdanjega departmaja Seine in majhnega dela departmaja Seine-et-Oise.

## Geografija
Hauts-de-Seine leži v zahodnem predelu Pariza, v regiji Île-de-France. Z ostalima manjšima departmajema, Seine-Saint-Denis in Val-de-Marne oblikuje venec okoli središča glavnega mesta Francije. Na severu meji na departma Val-d'Oise, na vzhodu na Seine-Saint-Denis, Pariz in Val-de-Marne, na jugu na Essonne, na zahodu pa na Yvelines.